# 오호대장군
오호대장군(五虎大將軍)은 사대기서 《삼국지연의》와 《수호전》에 나오는 가상의 칭호이다. 호랑이 같은 다섯 명의 장군을 뜻한다.

## 삼국지연의
219년 유비가 한중왕에 오르자 수여하였다. 관우, 장비, 마초, 황충, 조운이 있다.

### 명단
- 전장군 한수정후 관우
- 거기장군 서향후 장비
- 표기장군 태향후 마초
- 후장군 관내후 황충
- 진군장군 영창정후 조운

### 정사에서의 취급
오호대장군은 《삼국지》36권 촉서 제6 관장마황조전에 의거한 것으로 보인다. 실제로는 관우, 장비, 마초, 황충이 각각 전장군, 우장군, 좌장군, 후장군에 임명되었다. 참고로 위연은 《삼국지》40권 촉서 제10 유팽요이유위양전에 수록되어 있다.

## 수호전
양산박에 108명의 호걸이 모인 후, 송강이 수여하였다. 관승, 임충, 진명, 호연작, 동평이 있다.

### 명단
- 좌군대장 대도 관승
- 우군대장 표자두 임충
- 선봉대장 벽력화 진명
- 합후대장 쌍편 호연작
- 호군대장 쌍창장 동평

## 같이 보기
- 오자양장
- 강동십이호신
- 사마팔달
- 건안칠자
- 서원팔교위
- 팔건장
- 수하팔부
- 관중십장
- 만인지적
- 수호전 108성